# Luca (Eneide)
Luca (latino Lucas) è un personaggio dell'Eneide di Virgilio, menzionato nel decimo libro del poema. 
Il poema virgiliano è il testo più antico in cui viene attestata la forma onomastica Lucas, passata poi in italiano come "Luca".

## Il mito

### Le origini
Luca è un giovane guerriero rutulo. Col compagno Anteo risulta essere come uno dei più forti eroi dell'esercito di Turno, poiché il poeta definisce la coppia di guerrieri prima agmina (ovvero, 'due pilastri').

### La morte
Nonostante l'affermazione del loro valore, Virgilio rappresenta Anteo e Luca - insieme ad altri due guerrieri italici, Numa e Camerte - fuggenti all'avanzata di Enea; d'altronde il poeta tiene a precisare il furore che in quel frangente anima il capo troiano, per la morte del caro amico Pallante, il figlio dell'arcade Evandro ucciso poco prima da Turno. Il verso 570 non lascia dubbi sull'uccisione dei quattro guerrieri, colpiti tutti con la spada, anche se non viene precisato dove:
 "Protinus Antaeum et Lucam , prima agmina Turni,

persequitur fortemque Numam fulvumque Camertem,

magnanimo Volcente satum, ditissimus agri

qui fuit Ausonidum et tacitis regnavit Amyclis.

Aegaeon qualis, centum cui bracchia dicunt

centenasque manus, quinquaginta oribus ignem

pectoribusque arsisse, Iovis cum fulmina contra

tot paribus streperet clipeis, tot stringeret enses:

sic toto Aeneas desaevit in aequore victor,

ut semel intepuit mucro. " 
(Virgilio, Eneide, libro X, vv. 560-570).
 " Subito dopo Anteo e Luca, tra i più forti di Turno

rincorre e il forte Numa ed il fulvo Camerte,

figlio a Volcente magnanimo, il più ricco di terre

che vi fu tra gli Ausonidi: su Amicla la muta regnò

Quale Egeone, che, dicono, braccia ebbe cento

e cento mani,e per cinquanta bocche dal petto

fiammeggiò il fuoco, quando di Giove contro le folgori

cinquanta spade impugnò, con altrettanti scudi tonando;

tale per tutta la piana infuria Enea vincitore,

com' ha intiepidita la lama. " 
(traduzione di Rosa Calzecchi Onesti)
 "Poi insegue Anteo e Luca, che in prima fila combattono

con Turno, il forte Numa e il biondo Camerte

figlio di Volcente magnanimo, il più ricco di terre 

che visse tra la gente d'Ausonia, re della tacita Amicle.

Quale Egeone, che, dicono, avesse centinaia di braccia e di mani,

e da cinquanta bocche spirasse le fiamme

dal petto, quando, contro i fulmini lanciati da Giove, batteva

cinquanta scudi e cinquanta spade impugnava;

così per tutta la piana vincendo Enea s'infuriò, poi che

intiepidì il ferro nel sangue. " 
(traduzione di Francesco Della Corte)

## Curiosità
- Nelle traduzioni di Annibal Caro e Clemente Bondi il nome viene deformato in "Lica".